# 上有知湊

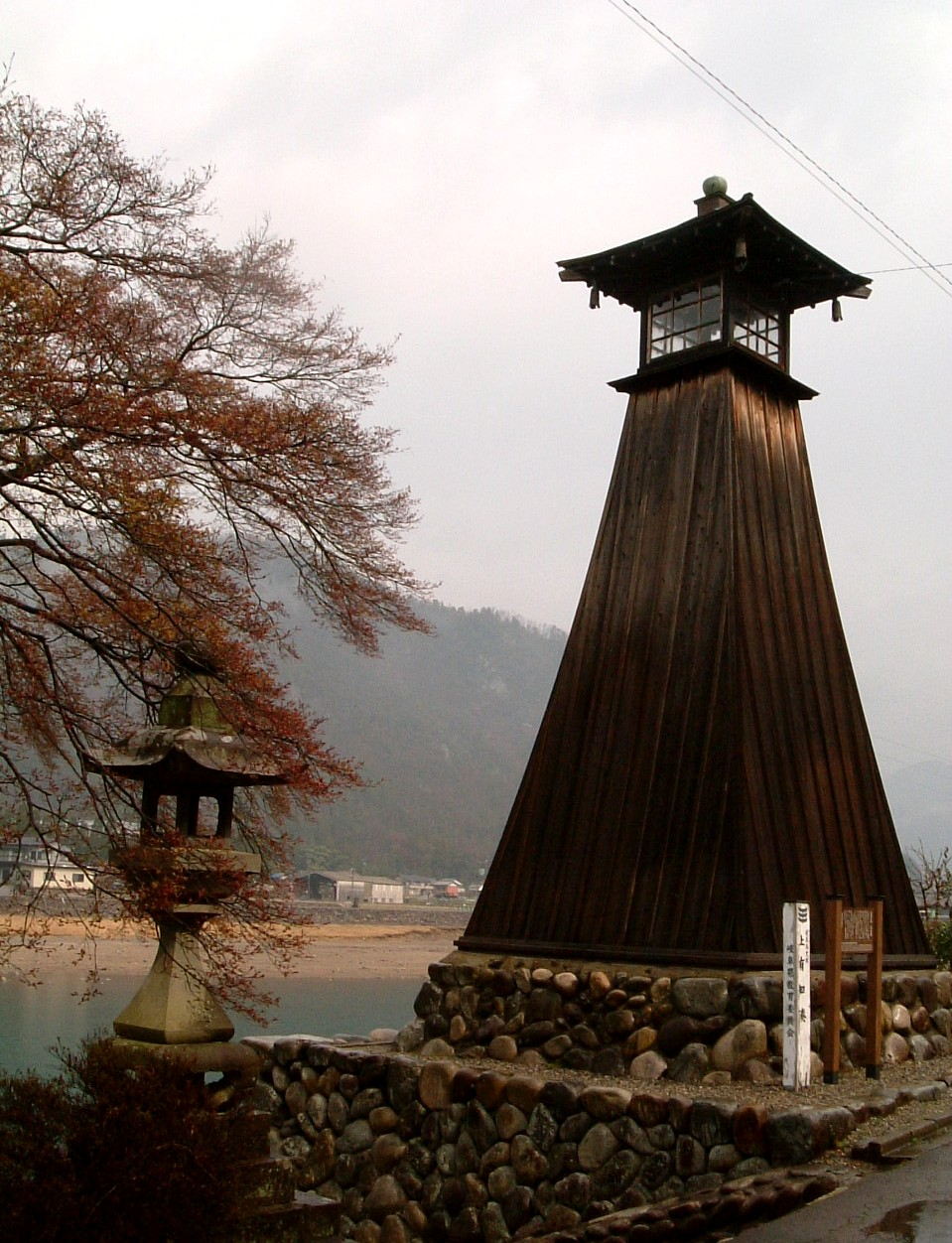
上有知湊跡川湊灯台

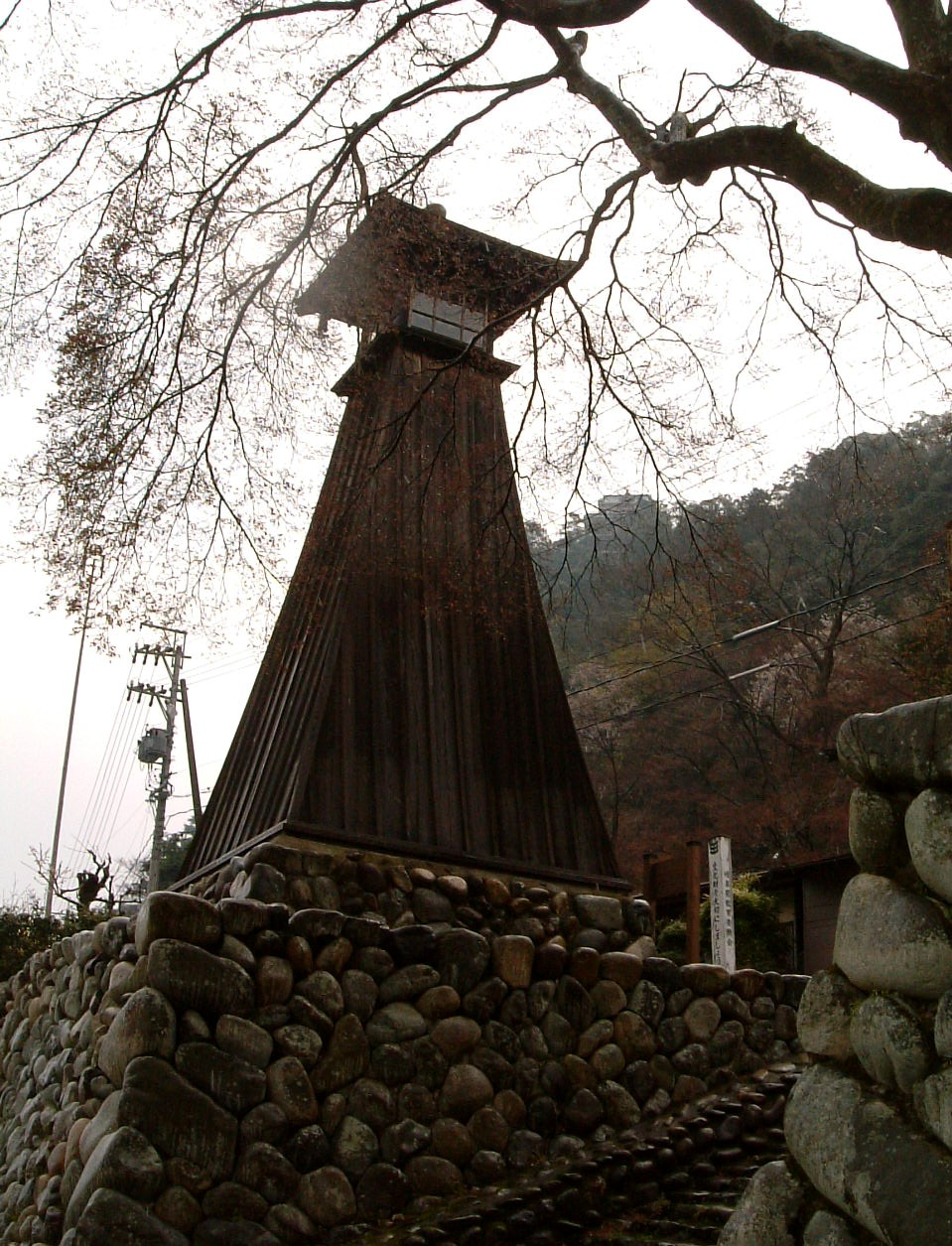
上有知湊跡川湊灯台

上有知湊（こうずちみなと）は、長良川沿い岐阜県美濃市にある川湊。
船着場跡の石畳、住吉型川湊灯台（かわみなととうだい）が残る。県の指定文化財（1970年、史跡）。

## 歴史
- 1600年 - 飛騨高山藩主金森長近が関ヶ原の戦いの功により徳川家康から美濃国上有知（こうずち）に領地を受け、上有知藩領となる（約2万石）。
- 1601年 - 飛騨-上有知 間を結ぶため、津保街道が整備される。(関-上有知-口之野-樋ヶ洞-見坂峠-西洞-殿村-津保谷-金山-飛騨街道に合流)
- 金森長近、長良川畔の小倉山に小倉山城を築城する。
- 1606年 - 小倉山城の東側に城下町を設け上有知町の町割りがほぼ完成する。
- 上有知川湊を開設、番船40艘。美濃和紙、荏胡麻、生糸、酒ほかの輸送基地として、上流から運ばれる木材運搬の中継基地として、水運物流の要所として栄える。美濃国四大川湊のひとつとなる。
- 1611年 - 第2代藩主金森長光の夭折により、上有知藩は廃藩となる。
- 1615年 - 尾張藩領になる。
- 江戸時代末期 - 住吉神社の献灯を兼ね、住吉灯台（川湊灯台）が建設される。高さ約9m。
- 1911年 - 岐阜市内に鉄道が開通、水運交通の要所としての役目を終える。上有知町が美濃町と改名される。
- 1954年 - 武儀郡美濃町が周囲の村と合併し美濃市となる。

## 付近の名所
- 曽代用水 - 長良川から取水する用水。1667年着工、1675年完成。親水公園が整備されている。
- 美濃橋 - 1916年完成。長良川の左岸上有知と右岸前野を結ぶ。室町時代からの渡し前野渡に代わった。橋長113m。建設時、日本最長の吊り橋。現存する日本最古の近代的な吊り橋。国の重要文化財（2003年）。1956年、上流に新美濃橋が架けられた。

## 交通
- 長良川鉄道美濃市駅下車徒歩約20分
- 岐阜バス小倉公園前停下車徒歩約5分
- 東海北陸自動車道美濃ICから約10分（国道156号）

## 関連書籍
- 『一度は訪ねておきたい日本の街100選 小さな町 小さな旅 東海・北陸』 山と溪谷社　写真 与呉日出夫　ISBN 4-635-60154-4　P72